# Let's Go to Bed
«Let's Go to Bed» es el octavo sencillo editado por la banda británica The Cure. Lanzado originalmente de manera independiente como sencillo, tanto "Let's Go to Bed", como la cara B "Just One Kiss", se incluyeron posteriormente en el recopilatorio Japanese Whispers.

## Historia
Tras grabar el oscuro Pornography, the Cure estaba en un momento crítico. Habían llegado a la cima en términos de popularidad "indie", pero la banda estaba prácticamente disuelta y Robert Smith y Simon Gallup no se hablaban. Tan solo Tolhurst y Smith seguían con el proyecto. Smith decide aislarse durante un mes y a la vuelta concede entrevistas en las que menciona que no está seguro de que the Cure siga existiendo.
El productor de the Cure, Chris Parry preocupado por la supervivencia de su banda estrella, decide hablar con Smith y Tolhurst e intentar convencerles de que lo que de verdad necesita la banda es un cambio de estilo. A Smith le gusta la idea, ya que encuentra que es un modo divertido de acabar con la banda.
En noviembre de 1982, the Cure lanza "Let's Go to Bed", la antítesis de lo que la banda venía representando. Partiendo de una demo grabada para Pornography, pero no incluida, llamada "Temptation", Smith compuso una canción alegre, sencilla de escuchar, en la que la batería se sustituye por una caja de ritmos. La temática también se modifica. La canción es un reflejo sarcástico de la imaginería sexual presente en la música pop.
Para sorpresa de todos, incluyendo el propio Smith, la canción se convirtió en un hit instantáneo, lo que provocó que Smith se replantease su intención de rematar a the Cure.

## Lista de canciones
Sencillo de 7"
1. «Let's Go to Bed» - 3:32
2. «Just One Kiss» - 4:26

Sencillo de 12"
1. «Let's Go to Bed» (extendida) - 7:42
2. «Just One Kiss» (extendida) - 7:16

## Posicionamiento en listas
| Lista (1983)                          | Máxima posición |
| ------------------------------------- | --------------- |
| Australia (Kent Music Report)         | 15              |
| Estados Unidos (Hot Dance Club Songs) | 32              |
| Nueva Zelanda (Recorded Music NZ)     | 17              |
| Reino Unido (UK Singles Chart)        | 44              |

## Músicos
- Robert Smith - guitarra, teclado, voz, bajo
- Laurence Tolhurst - teclado
- Steve Goulding - batería